# 維奧萊特·傑索普
維奧萊特·康斯坦斯·傑索普（西班牙語：Violet Constance Jessop，1887年10月2日—1971年5月5日）是一名阿根廷遠洋郵輪女侍和護士，以三次奧林匹克級郵輪生還者的身分聞名。1911年，奧林匹克號發生霍克號事故時，她是船上女侍。1912年，鐵達尼號沉沒事故時，她也是船上女侍，最終獲救。1916年一戰期間，以志願護士身分登上不列顛號後又遇上沉船災難，最終依然獲救。

## 早年生活
1887年10月2日，維奧萊特·傑索普出生於阿根廷布蘭卡港附近，是愛爾蘭移民威廉·傑索普（William Jessop）和凱瑟琳·傑索普（Katherine Jessop）的長女，是九個孩子中的第一個。父母務農維生，童年時期大部分時間，維奧萊特都在照顧弟弟妹妹。後來罹患了肺結核，儘管醫生預測她的壽命只剩幾個月，不過她幸運康復了。當維奧萊特16歲時，她的父親因手術併發症而去世，她和家人搬到了英國，她在那裡的一所修道院學校就讀，並照顧她最小的妹妹，而她的母親在輪船上擔任女侍。維奧萊特的母親生病時，她離開學校，追隨母親的腳步申請成為一名女侍。為了獲得雇用，維奧萊特不得不改變穿著打扮，讓自己不那麼有吸引力。21歲時，她的第一個女侍職位是1908年的英國皇家郵輪奧利諾科號（Orinoco）。

## 奧林匹克號
1910年，維奧萊特開始擔任白星航運奧林匹克號的女侍。奧林匹克號是一艘豪華郵輪，也是當時世界上最大的民用輪船。維奧萊特於1911年9月20日登船，當時奧林匹克號從南安普敦離開，遭到英國皇家海軍防護巡洋艦霍克號追撞船尾。儘管船體損壞，但奧林匹克號仍安全返回港口修理。維奧萊特沒有在她的回憶錄中討論這次碰撞事故。

## 鐵達尼號
1912年4月10日，24歲的維奧萊特登上鐵達尼號擔任女侍。四天後，4月14日，這艘船在北大西洋撞上了一座冰山，碰撞後兩個多小時沉沒。維奧萊特在回憶錄中提到的人包括總設計師湯瑪斯·安德魯斯，和所有其他船員一樣，她非常欽佩他，表示安德魯斯先生似乎是唯一一個聽取船員要求並改進船員起居艙的人。服務員和女侍對他們在鐵達尼號上的起居艙非常滿意。維奧萊特表示：「我們經常在工作時，遇到敬愛的設計師，他臉上帶著疲憊但卻滿足的表情。他從來不因一句讚美的話而停止追求進步，他唯一的遺憾是我們『離家越來越遠』。我們都知道他從愛爾蘭家鄉帶來的愛，並猜測他渴望恢復寧靜，休息一段時間，忘卻船舶設計工作」。維奧萊特表示，鐵達尼號樂隊成員約翰·羅·休姆（John Law Hume）是她的舊識。維奧萊特也表示，海難發生時因為很多乘客不懂英語，無法聽從船員們的指示和安排，她被海官要求登上16號救生艇，給乘客作帶頭示範。
| “ | 我被命令前往甲板上。乘客冷靜的走來走去。我和其他女侍一起站在艙壁旁邊，看著女士們抱著她們的丈夫，然後和孩子們一起被帶到救生艇上。一段時間後，一名船副先命令我們進入救生艇（16號），向一些女士展示它是安全的。當救生艇降下時，船副喊道：「在這裡，傑索普小姐。照顧這個嬰兒」。還有一捆包裹掉到了我的腿上。 | ” |

第二天早上，卡柏菲亞號救起維奧萊特和其他倖存者。根據維奧萊特的說法，在卡柏菲亞號上有一名女子可能是嬰兒的母親，一言不發的帶走她抱著的嬰兒。

## 不列顛號
在第一次世界大戰期間，維奧萊特擔任英國紅十字會的護士。1916年11月21日上午，她登上了不列顛號，這是一艘白星航運的皇家醫療船，正前往地中海運載英國傷兵。行經希臘海域時，由於無法解釋的爆炸，不列顛號在愛琴海沉沒。不列顛號爆炸後，在55分鐘迅速沉沒。船上的1,066人中有30人死亡。英國當局假設這艘船可能被魚雷擊中，或是誤觸德國軍隊設置的水雷。陰謀論甚至流傳，不列顛號是自行鑿沉的。科學家們無法就真正的原因得出確切結論。
當不列顛號正在下沉時，維奧萊特和其他乘客幾乎被船尾的螺旋槳殺死，當時三具螺旋槳浮出海面，在船尾吸住了救生艇。維奧萊特不得不跳下救生艇，導致頭部受傷，不過倖存下來。維奧萊特將她的獲救歸因於自己厚重的頭髮：
| “ | 我跳入水中，卻被船的龍骨吸過去，我的腦袋隨即撞上去。我逃脫了，但多年後當我因為頭痛而去看醫生時，他發現我的顱骨曾經骨折！ | ” |

在她的回憶錄中，描述了她所見證的不列顛號事故情景：「海上醫療界的白色驕傲......她的船首稍微傾斜，然後角度越來越大。所有甲板上的機械都落入大海，就像一個孩子的玩具。然後她發生了可怕的下沉，船尾猛然往空中升起，直到她在最後的巨響中消失在海洋深處」。維奧萊特於1920年回到白星航運任職。

## 之後的生活
戰爭結束後，維奧萊特繼續在白星航運工作，然後加入紅星航運，再到皇家郵政航運。在紅星航運任職期間，維奧萊特在公司最大的船舶比利時號上進行了兩次世界巡航。她在30歲左右結婚。1950年，她退休搬到沙福郡的大艾士菲居住。退休多年後，維奧萊特表示在一個風雨交加的夜晚，接到一個女人的電話，對方詢問維奧萊特是否在鐵達尼號沉沒的那天晚上拯救了一個嬰兒；「是的」，維奧萊特回答道。然後對方說：「我就是那個孩子」並笑了起來。她的朋友兼傳記作者約翰·馬克斯東內-格雷厄姆說，很可能是村裡的一些孩子對她開玩笑，但維奧萊特回答說：「不，約翰，在我告訴你之前，我從未告訴過任何人這個故事」。記錄顯示，16號救生艇上唯一的嬰兒是阿薩德·塔諾斯（As'ad Tannūs），後者被交給了愛德溫娜·西莉亞·特勞特（Edwina Celia Troutt），然後與他的母親在卡柏菲亞號重聚。
維奧萊特經常被外界稱為「永不沉沒的女士」，她於1971年5月5日因心肌梗塞去世，享壽83歲。

## 文化描寫
在1958年電影《此夜永難忘》中，一個場景描寫總設計師湯瑪斯·安德魯斯指示一名女侍穿上救生衣作為其他乘客的榜樣。在某些情況下，這部電影中許多場景都激發了類似的文化描寫。詹姆斯·卡麥隆後來的1997年賣座電影《鐵達尼號》中幾乎有對話相同的場景，包括安德魯斯建議一位名叫露西的女侍作為其他乘客的榜樣。
在2000年電影《烈血英倫》中，一名女子擔心重蹈四年前鐵達尼號沉沒的覆辙而倖存下來。這個角色背景幾乎可以肯定是從現實生活中的維奧萊特取材，後者在兩次沉沒中倖存下來。
在2006年電影《深海探秘》中，主角率領遠征隊考察不列顛號殘骸，他們需要完成許多任務，包括檢查伸縮縫。該團隊正在尋找可以改變鐵達尼號沉沒思路的證據。在探險期間，蘿絲瑪莉·朗恩（Rosemary E. Lunn）扮演了維奧萊特的角色，重新演繹救生艇被吸引到不列顛號仍在轉動的螺旋槳中，然後她跳入水中逃離。
維奧萊特的角色也出現在舞台劇《冰山在正前方！》，以紀念鐵達尼號沉沒一百週年，描寫這艘稱為「永不沉沒之船」最後12小時生命的戲劇性。從1912年4月14日平靜的下午到4月15日早晨由卡柏菲亞號救援。維奧萊特的角色由艾米-喬伊斯·黑斯廷斯扮演。

## 外部連結
- 在Find a Grave上的維奧萊特·傑索普
- . Encyclopedia Titanica.   [2018-08-05]. （原始内容存档于2015-05-07）.
- (PDF). Plymouth.gov.uk: 6. （原始内容 (PDF)存档于26 June 2015）. Violet Jessop third from left; with fellow Titanic Stewardesses at Millbay Dock, Plymouth England after return on SS Lapland April 1912